# Kiljon
Kiljon ist im Alten Testament im Buch Rut der Ehemann Orpas.

## Etymologie
Der hebräische Name כִּלְיוֹן Kiljon leitet sich von der hebräischen Wurzel כלה kalah „zu Ende / vorüber sein / hinschwinden / schmachten“ ab. כִּלָּיוֹן killajon bedeutet „Vertilgung / Schmachten“ (im Status constructus כִּלְיוֹן Kiljon), Kiljon lässt sich mit „Schwächlicher / Gebrechlicher“ übersetzen.
In diesem Namen ist schon angedeutet, was in Rut 1,5  berichtet wird, nämlich, dass Kiljon sterben wird. Der Gebrauch „sprechender Namen“ ist für das Buch Rut charakteristisch und weist darauf hin, dass die handelnden Personen als literarische Figuren und nicht als historische Persönlichkeiten verstanden werden sollen.
In der Septuaginta wird der Name mit χελαιων chelaiōn wiedergegeben.

## Biblischer Bericht
Nach Rut 1,2  ist Kiljon der jüngste Sohn Elimelechs und Noomis. Er ist ein Efratiter und stammt aus Betlehem in Juda. Er zog zusammen mit seinen Eltern und seinem älteren Bruder Machlon zur Zeit der Richter wegen einer Hungersnot von Betlehem weg in das Grünland Moabs. Dort heiratete er nach dem Tod Elimelechs die Moabiterin Orpa. Rut 1,4  lässt offen, welche seine Frau und welche die Frau seines Bruders ist, erst Rut 4,10  erwähnt Ruth als Frau Machlons, sodass Orpa als die Frau Kiljons gefolgert werden kann. Nach zehn Jahren starben er und sein Bruder Machlon ohne Nachkommen. Das Eigentum Kiljons geht, wie in Rut 4,9  berichtet wird, zusammen mit dem Eigentum seines Vaters und seines Bruders an Boas über.